# Aleksandr Borísov
Aleksandr Alekséyevich Borísov (en ruso Александр Алексеевич Борисов, 1866 - 1934) fue un pintor modernista ruso.
En el inicio de su carrera artística fue un pintor de iconos rusos, consolidándose en esta faceta con un trabajo que realizó en el monasterio de Solovetskii. 
Ingresó posteriormente a la Escuela de Diseño de la Sociedad de Apoyo a las Artes de San Petersburgo, donde estudió con Arkhip Kuindzhi e Iván Shishkin. Allí se especializó en pintura de "escenas poéticas", sobre todo paisajes, del Norte de Rusia, hacia donde viajó después de ese próspero período y en donde consiguió retratar la "belleza ilimitada de la tundra y del majestuoso Océano Ártico", como él mismo afirmaba.
En 1899, el empresario, coleccionista de arte y mecenas Pável Tretiakov adquirió 65 pinturas del artista, que pasarían a formar parte de la Galería Tretiakov de Moscú.
Borísov, entre 1898 y 1900, pintó algunas series de paisajes y cuadros de género. Varias de estas obras retrataban al pueblo samoyédico y sus hábitos, entre ellas Samoyedos en la tundra durante la primavera, pintada en 1898, y Samoyedos pescando, pintado entre 1900 y 1901. Todas las obras que desarrolló en este período se encuentran hoy expuestas en el Museo de Bellas Artes de Arcángel.
Su obra más conocida es, sin duda, Cuento de invierno. Pintado en 1913 con la técnica de óleo sobre lienzo, retrata un paisaje invernal ruso, repleto de altos árboles cubiertos de nieve.
- Datos: Q762344
- Multimedia: Alexander Borisov / Q762344